# George Derwent Thomson
George Derwent Thomson (irisch Seoirse Mac Tomáis; * 19. August 1903 in Dulwich, London; † 3. Februar 1987 in Birmingham) war ein englischer Altphilologe, marxistischer Literaturwissenschaftler und Keltologe.

## Klassische Studien
George Thomson studierte die klassischen Sprachen am King’s College in Cambridge, wo er einen Abschluss erster Klasse im Classical honours tripos ablegte, und anschließend ein Stipendium am Trinity College in Dublin gewann. Dort arbeitete er an seinem ersten Buch Greek Lyric Metre und begann in den frühen 1920er Jahren die Blasket Islands (Na Blascaodaí) zu besuchen. Er wurde Lehrbeauftragter und dann Professor für Griechisch an der National University of Ireland, Galway (NUI Galway).
1934 siedelte er wieder nach England über, wo er ans King’s College zurückkehrte um Griechisch zu lehren. Er wurde 1936 Professor an der University of Birmingham und trat im gleichen Jahr der Kommunistischen Partei Großbritanniens (CPGB) bei. Thomson lieferte die erste marxistische Interpretation des griechischen Dramas. Seine Werke Aeschylus and Athens and Marxism and Poetry erregten auch internationale Aufmerksamkeit. In letzterem vertrat er die These eines Zusammenhangs von Arbeitsliedern und Poesie; die vorindustriellen Lieder seien dagegen mit Ritualen verbunden.
Thomson übte einen wichtigen Einfluss auf Alfred Sohn-Rethel und seine These des Entstehens des abendländischen Denkens im antiken Griechenland durch die Einführung der Münzprägung aus.

## Verbindungen nach Blasket
Das erste Mal besuchte er die Na Blascaodaí vor der irischen Westküste im Jahre 1923. „Mac Tomáis“, unter welchem Namen er schnell bei den Inselbewohnern bekannt wurde, hatte nur rudimentäre Irisch-Stunden bei einem Zweigverband der Conradh na Gaeilge in London erhalten, bevor er nach Cambridge gegangen war. Als er auf der Insel ankam, tauchte er ganz die Sprache ein. Nach sechs Wochen des Umhergehens und der Gespräche mit Muiris Ó Súilleabháin und anderen konnte Mac Tomáis die Sprache fast vollkommen fließend sprechen.
Mehrere Jahre verbrachte er bei den Bewohnern der Inseln, um ihr Sprache, Geschichte und Kultur zu erforschen. Er führte eine besondere Studie zur heutzutage ausgestorbenen Gemeinschaft in Irland durch, wo er noch Elemente überlebender kultureller Resonanzen einer Gesellschaft wahrnahm, wie sie vor der Entwicklung von Privateigentum als Produktionsmittel existiert habe. Währenddessen gelangte er zu einer meisterhaften Beherrschung der irischen Sprache.
Er wirkte an der Veröffentlichung der Memoiren von Muiris Ó Súilleabháin, Fiche Bliain Ag Fás im Jahre 1933 mit. Die Einleitung zu Ó Súilleabháin's Autobiographie von E. M. Forster kann ebenfalls Thomson zugeschrieben werden.
Als er sich 1931 für die neugeschaffene Stelle eines Lehrbeauftragten für Griechisch an der NUI Galway bewarb, konnte er die Bewerbungskommission nach den Worten von Richard Roche durch sein fließendes Blasketer Irisch beeindrucken („astonished the interview board with a flow of Blasket Irish“).

## Parteipolitik
1951 stimmte Thomson als einziges Mitglied des Vorstandes der CPGB gegen das Parteiprogramm „Der britische Weg zum Sozialismus“ („The British Road to Socialism“), weil er darin „die Diktatur des Proletariats vermisste“ („the dictatorship of the proletariat was missing“).
Die Chinesische Revolution von 1949 übte einen starken Eindruck auf ihn aus und führte zu Differenzen mit der CPGB, von der er sich schließlich entfernte. Er widmete sich der Arbeiterbildung, indem er unter anderem Vorlesungen für Fabrikarbeiter im Birminghamer Werk der Austin Motor Company hielt. Bis ins Alter galt seine Vorliebe und Unterstützung der Tageszeitung The Morning Star.
Thomson hat auch zwei populäre Einführungen in den Marxismus verfasst, die in den frühen 1970er Jahren von der China Policy Study Group veröffentlicht wurden. Zwei seiner einführenden Schriften erschienen in deutscher Übersetzung beim Verlag Neuer Weg, der mit dem KABD verbunden war.
Thomson war mit Katherine Thomson verheiratet. Ihrer beider Tochter ist die Neogräzistin und Komparatistin Margaret Alexiou.

## Veröffentlichungen (Auswahl)
- Greek Lyric Metre
- Die ersten Philosophen
- Frühgeschichte Griechenlands und der Ägäis. Berlin 1960.
- Aischylos und Athen (Aeschylus and Athens)
- Marxism and Poetry, 1945
- From Marx to Mao Tse-tung: a study in revolutionary dialectics, China Policy Study Group, 1971
- Von Marx zu Mao Tsetung, Stuttgart, Verlag Neuer Weg, 1978
- Vom Wesen des Menschen, Stuttgart, Verlag Neuer Weg, 1976
- Capitalism and After: the rise and fall of commodity production, China Policy Study Group, 1973